# Federico Viñas
Federico Sebastián Viñas Barboza (* 30. Juni 1998 in Montevideo) ist ein uruguayischer Fußballspieler, der beim mexikanischen Erstligisten Club América unter Vertrag steht. Der Stürmer ist seit Januar 2020 uruguayischer U23-Nationalspieler.

## Karriere

### Verein
Federico Viñas entstammt der Nachwuchsabteilung von Liverpool Montevideo, wo er in diversen Juniorenauswahlen spielte. Im Jugendalter verließ er den Verein und begann als Lieferbote zu arbeiten. Im März 2017 schloss er sich dem CA Mar de Fondo an und wechselte wenig später bereits weiter in die Jugend des CA Juventud de Las Piedras. Dort war seine Anfangszeit aufgrund seiner Fußballabstinenz von einem Trainingsrückstand sowie Übergewicht geprägt, ihm gelang es jedoch beides rasch zu überwinden und er entwickelte sich zu einem der größten Angreifertalente des Vereins. Zur Saison 2018 wurde er bereits in den Kader der ersten Mannschaft befördert.
Am 7. April 2018 (6. Spieltag) bestritt er beim 0:0-Unentschieden gegen den Central Español FC sein Debüt in der zweithöchsten uruguayischen Spielklasse, als er in der 62. Spielminute für Diego González eingewechselt wurde. Er entwickelte sich rasch als wichtiger Kaderspieler und erhielt auch häufiger die Möglichkeit zu starten. So wie auch am 12. Mai 2018 (10. Spieltag) beim 4:3-Heimsieg gegen den CA Rentistas, in dem er noch vor dem Halbzeitpfiff seine ersten beiden Ligatore für Juventud erzielte. Er absolvierte in diesem Spieljahr 20 Ligaspiele, in denen er sechs Tore erzielen konnte und stieg mit dem Verein als Vizemeister in die höchste uruguayische Spielklasse auf. Eine Ligastufe weiter oben galt Viñas in der Saison 2019 bereits als Stammkraft und erzielte bis zu seinem Wechsel fünf Tore in 20 Ligaspielen.
Am 29. August 2019 sicherte sich der mexikanische Erstligist Club América die Dienste des aufstrebenden Federico Viñas vorerst auf Leihbasis für die gesamte Saison 2019/20. Durch eine Kaufoption wurde den Águilas das Recht ermöglicht, den Stürmers im Anschluss an die Spielzeit auf permanente Basis im Verein zu erhalten. Am 14. September (9. Spieltag der Apertura) gab er beim 1:1-Unentschieden gegen die UNAM Pumas sein Ligadebüt, als er in der 76. Spielminute für Henry Martín eingewechselt wurde und nur 28 Sekunden später den zwischenzeitlichen Führungstreffer seiner Mannschaft erzielte. In der regulären Apertura 2019 bestritt er fünf Spiele, in denen er zwei Mal treffen konnte. In den Liguillas der Apertura gelang ihm der endgültige Durchbruch, als er seine Mannschaft mit zwei wichtigen Turnieren ins Finale beförderte. Im Rückspiel des Endspiels gegen den CF Monterrey traf erneut, América verlor dieses jedoch im Elfmeterschießen. Aufgrund einer Länderspielabstellung bestritt er erst am 6. Spieltag sein erstes Spiel in der Clausura 2019, traf in diesem jedoch doppelt zum 2:0-Heimsieg gegen Atlas Guadalajara. Bis zum Einstellen des Spielbetriebs aufgrund der Covid-19-Pandemie war er in fünf Spielen auf dem Platz gestanden, in denen er drei Torerfolge verbuchen konnte.

### Nationalmannschaft
Im Januar 2020 nahm Federico Viñas mit der uruguayischen U23-Nationalmannschaft erfolglos am Qualifikationsturnier für die Olympischen Spiele 2020 teil. Er kam dabei in allen sieben Spielen zum Einsatz und erzielte beim 3:2-Sieg gegen Bolivien seinen einzigen Treffer bei diesem Turnier.

## Erfolge
CA Juventud de Las Piedras
- Aufstieg in die Primera División: 2018